# فیلیپس (کالیفرنیا)
فیلیپس (به انگلیسی: Phillips) یک منطقهٔ مسکونی در ایالات متحده آمریکا است که در شهرستان ال دورادو، کالیفرنیا واقع شده‌است. فیلیپس ۱۸ نفر جمعیت دارد و ۲٬۰۹۵ متر بالاتر از سطح دریا واقع شده‌است.